# Chipstead F.C.
Chipstead FC là một câu lạc bộ bóng đá có trụ sở tại Chipstead, gần Banstead, Surrey, Anh. Trực thuộc Surrey County Football Association, đội bóng hiện thi đấu tại Isthmian League South Central Division và có sân nhà ở High Road.

## Danh hiệu
- Combined Counties League
  - Nhà vô địch Premier Division các mùa giải 1989–90, 2006–07[3]
  - Nhà vô địch Premier Division Challenge Cup các mùa giải 1992–93, 1994–95[4]
  - Nhà vô địch Challenge Trophy các mùa giải 1986–87, 1990–91[4]
- East Surrey Charity Cup
  - Nhà vô địch mùa giải 1960–61

## Thống kê
- Thành tích tốt nhất tại FA Cup: Vòng sơ loại thứ tư mùa giải 2008–09[3]
- Thành tích tốt nhất tại FA Trophy: Vòng loại thứ hai mùa giải 2009–10[3]
- Thành tích tốt nhất tại FA Vase: Vòng ba các mùa giải 1997–98, 1998–99[3]
- Kỷ lục khán giả đến sân: 1,170[2]
- Cầu thủ ghi bàn nhiều nhất: Mick Nolan, 124[2]